# Municipio de Tampico Alto
El municipio de Tampico Alto es uno de los 212 municipios de que conforman el estado mexicano de Veracruz. Se localiza al norte del estado y forma parte de la región Huasteca Alta. Su cabecera municipal es la localidad de Tampico Alto.

## Toponimia
La etimología del nombre Tampico es objeto de diversas interpretaciones. Tradicionalmente, se ha considerado que el término proviene del náhuatl huasteco, con las raíces Tam (lugar de) y pic'oꞌ (perro), interpretándose comúnmente como Lugar de perros. Esta denominación hace referencia a las nutrias, conocidas localmente como perros de agua, que habitaban en el río Tamesí y río Pánuco. Alternativamente, algunos sugieren que el término podría estar relacionado con la abundancia de canes en la región desde sus inicios.
Sin embargo, la investigadora María Luisa Herrera Casasús propone una teoría distinta basada en sus estudios. Según Herrera Casasús, el nombre Tampico no alude a lugar de perros de agua ni tiene relación con los canes o nutrias de la zona. En cambio, ella sostiene que originalmente significaba lugar por donde huyeron, y se pronunciaba Tampicoc, con una c al final. Esta interpretación se apoya en los códices de Fray Bernardino de Sahagún, que documentan la entrada de Quetzalcóatl por el río Pánuco y su posterior partida por el mismo camino, llevando consigo sus dioses. Además, Herrera Casasús argumenta que si el nombre derivara de las nutrias locales, se utilizarían los términos huasteco para nutrias, Esen o Jatso, y en tal caso, Tampico se escribiría como Tamesen o Tamjatso.

## Historia
Tampico Alto tiene una historia arraigada desde tiempos prehispánicos, evolucionando a través de diversas etapas históricas. Tampico fue inicialmente un pueblo huasteco ubicado cerca del río Pánuco, donde actualmente se encuentra Ciudad Cuauhtémoc. Este asentamiento fue documentado como parte de la historia temprana del área.
La Villa de San Luis de Tampico se estableció oficialmente el 26 de abril de 1554, fundada por Fray Andrés de Olmos bajo la autorización del virrey Luis de Velasco. Este sitio, conocido como Pueblo Viejo de Tampico, se convirtió en un centro importante durante la era colonial temprana. Sin embargo, sufrió múltiples ataques y destrucciones por parte de piratas, incluyendo un asalto significativo en 1684 por el corsario Laurens de Graaf conocido como Lorencillo, que resultó en un saqueo extenso y la quema del convento y la iglesia local, donde se perdieron muchos registros históricos.La inestabilidad causada por estos ataques llevó a la dispersión de los residentes hacia diferentes áreas, incluyendo Altamira y lo que se conocía como Tampico Joya, en el actual territorio de Tampico Alto, Veracruz. 

### Refundación de la villa de San Luis de Tampico
En el contexto de su misión de colonización, el Coronel José de Escandón recibió órdenes específicas para restaurar y reorganizar la antigua villa de San Luis. Lo que se conoce como movimiento de repoblación de Tampico; después de evaluar las ubicaciones existentes, convocó a los habitantes de la región, incluidos los del antiguo Tampico, La Joya, y Los Ranchos. Se llevó a cabo una votación entre los residentes para elegir el sitio más adecuado para establecer la nueva villa. El sitio de Los Ranchos, conocido por su posición elevada y acceso estratégico al mar y a la laguna de Tamiahua, fue el más favorecido en esta votación. 
El 15 de enero de 1754, se procedió a la refundación de la villa de San Luis de Tampico en este nuevo sitio. Posteriormente, hubo una disputa con la Villa de Altamira por el acceso al mar, lo que llevó a buscar el apoyo del general Antonio López de Santa Anna. El 12 de abril de 1823, Santa Anna autorizó la creación de una nueva localidad al norte del río Pánuco, llamada Santa Anna Tampico, marcando el surgimiento del actual Puerto de Tampico. El 16 de enero de 1851, se erige en pueblo la congregación La Ribera, del departamento de Tampico, para establecer ahí la cabecera de Tampico Alto. Años después, tras la promulgación del Plan de Ayutla el 1 de marzo de 1854, que desconoció el poder de Santa Anna, el puerto Santa Anna Tampico pasó a llamarse simplemente Tampico. Esta denominación llevó a la necesidad de distinguir entre Tampico el Viejo, Tampico el Alto y Tampico el Nuevo.

### Heroico Tampico Alto
Se realizó la declaratoria de Tampico Alto cómo municipio Heroico en octubre de 2021, en reconocimiento a su papel en la defensa de México durante la invasión española de 1829. Aunque México había logrado su independencia en 1821, el Imperio Español intentó reconquistar el territorio mexicano también conocido como la Expedición Barradas. Dentro del municipio tuvieron lugares enfrentamientos históricos como la Batalla de Tampico y el Combate del Fortín de La Barra. En estas batallas, las fuerzas mexicanas, bajo el mando del general Antonio López de Santa Anna, defendieron con éxito la región contra el general español Isidro Barrada, consolidando la independencia del país. Los enfrentamientos tuvieron lugar entre julio y septiembre de 1829, cuando el general español Isidro Barradas desembarcó en Cabo Rojo. La defensa exitosa contra los invasores españoles marcó el fin de los intentos de reconquista por parte de España y fortaleció la soberanía de México.

## Demografía

### Localidades
El municipio de Tampico Alto cuenta con un total de 312 localidades. Las principales localidades y su población según el censo de 2020 son las siguientes:
| Localidad           | Población |
| Total Municipio     | 11,561    |
| Tampico Alto        | 2,706     |
| La Ribera           | 708       |
| Las Chacas          | 482       |
| Llano de Bustos     | 392       |
| Alto de la Zapupera | 361       |

## Geografía

### Límites municipales
Tiene límites administrativos con los siguientes municipios y/o accidentes geográficos:
|                    | Norte: Pueblo Viejo |                       |
| Oeste: Pánuco      |                     | Este: Golfo de México |
| Suroeste: Ozuluama | Sur: Ozuluama       | Sureste: Tamiahua     |

Tampico Alto se sitúa en la provincia de la Llanura Costera del Golfo. El municipio ocupa el 1.21% de la superficie total del estado de Veracruz. Su fisiografía incluye llanuras, sistemas de topoformas como lomeríos típicos, llanuras aluviales inundables, playas y llanuras costeras. El clima predominante es cálido subhúmedo con lluvias en verano, variando entre humedad media y mayor humedad. Las temperaturas oscilan entre 24 y 26 °C, y la precipitación anual varía entre 1,100 y 1,300 mm.
La geología del municipio incluye rocas sedimentarias del Paleógeno y del Cuaternario. Los tipos de suelos dominantes son Arenosol, Regosol, Vertisol, Cambisol y Litosol. Estas características geológicas influyen en la capacidad de uso del suelo para actividades agrícolas y pecuarias. Tampico Alto se encuentra en las regiones hidrológicas del Pánuco y Tuxpan-Nautla, con cuencas que incluyen el río Pánuco y la laguna de Tamiahua. Los cuerpos de agua más destacados son la laguna Pueblo Viejo, el río Chicayan, la laguna de Tamiahua y el estero Tamacuil. Estos recursos hídricos son cruciales para la agricultura, pesca y otras actividades económicas del municipio. La vegetación incluye pastizales, selvas, manglares y bosques. Estas áreas naturales son esenciales para la biodiversidad y el mantenimiento de los ecosistemas locales.

## Cultura
El municipio cuenta con varios sitios de interés histórico y cultural, incluyendo una fuente, la parroquia y 21 capillas. La cultura popular de Tampico Alto incluye la elaboración de artesanías en madera, barro y otros materiales. La gastronomía local destaca por sus mariscos en particular de la zona de La Ribera. La música tradicional incluye tríos huastecos y música huasteca, reflejando la herencia cultural de la región.